# Kriegsmarine
Kriegsmarine var Nazi-Tysklands flåde fra 1935 til 1945. Kriegsmarine var kun en skygge af den kejserlige flåde under 1. verdenskrig. Grundet Versaillestraktaten måtte forgængeren Reichsmarine kun have seks skibe på højst 10.000 tons. For at omgå Versaillestraktaten byggede Tyskland såkaldte lommeslagskibe der på papiret var under 10.000 tons, men man havde snydt lidt med vægten. Først fra 1935 begyndte oprustningen af Kriegsmarine med slagskibe og de ligeså forbudte ubåde. Kriegsmarines konkurrent Royal Navy var talmæssig overlegen, men til gengæld var de tyske fartøjer af nyere og bedre design. Hitlers hovedmodstandere var Frankrig og Sovjetunionen, så den tyske oprustning nedprioriterede Kriegsmarine; dog byggede man fire topmoderne slagskibe af prestigegrunde. Dette var et eklatant ressourcemisbrug: af Bismarcks stål kunne man fremstille 1.426 kampvogne, de 2.065 søfolk om bord kunne bemande 44 ubåde, sekundærbestykningen kunne beskytte en større tysk provinsby mod RAF's natbombefly, og dets brændstofforbrug kunne dække et af Luftwaffes Geschwaders. Den langsigtede Plan Z kundgjorde, at når Sovjetunionen var besejret i 1942, skulle landets ressourcer anvendes til at udbygge Kriegsmarine med bl.a. fire hangarskibe og ti slagskibe mod USA i 1947.

## Spøgelseskrigen
Da 2. verdenskrig startede d. 1. september 1939, blev der opstillet hære ved den fransk-tyske grænse. Ingen ønskede at gentage 1. verdenskrigs blodige skyttegravskrig, så man lurepassede på hinanden. For at vise at man var i krig, bombede RAF de tyske skibe ved Wilhelmshaven og Luftwaffe de britiske skibe ved Scapa Flow. På de syv verdenshave var Royal Navy og Kriegsmarine i en rigtig og blodig krig. Som under 1. verdenskrig brugtes tyske krydsere som blokadebrydere for at skaffe strategiske metaller, (f.eks. wolfram) fra Kina. Samtidig blev britiske handelsskibe angrebet, og det tyske lommeslagskib Admiral Graf Spee blev forfulgt til Uruguay, hvor besætningen sænkede skibet i december 1939.

## Operation Weserübung
Under invasionen af Norge gamblede Hitler med sine destroyere. De tyske destroyere sejlede op langs Norges vestkyst i norsk territorialfarvand. Af hensyn til det neutrale Norge nøjedes Royal Navy med at angribe de skibe, der havde forvildet sig ud i internationalt farvand. Da tyskerne nåede Narvik, blev Royal Navys forholdsregler ændret for at beskytte de franske alpetropper dér og iværksatte to angreb på destroyerne, første og andet slag om Narvik. Kriegsmarine mistede 20% af sine destroyere i Operation Weserübung, og overlevende søfolk kæmpede om Narvik i en ad hoc-enhed med østrigske og sydtyske bjergjægere samt nedkastede faldskærmstropper. Af frygt for angreb fra Luftwaffe trak det fransk-britiske ekspeditionskorps sig ud af Norge.

## Operation Søløve
Operation Søløve var den planlagte invasion af Sydengland i 1940. Tyske tropper skulle overføres fra det besatte Frankrig og Belgien til Sydengland med Amphibische Streitkräfte 3. Første bølge skulle overføres med 1.277 flodbåde og 1.007 pramme, der skulle skubbes af 471 slæbebåde. Disse prammes hastighed ville være lavere end de galejer, Julius Cæsar invaderede Britannien med i år 55-54 f.v.t. Selv uden britisk modstand krævede operationen ekstremt godt vejr i et par dage for at kunne lykkes. Prammene ville let kunne kæntre og skulle krydse den Engelske Kanal fem gange for at kunne transportere alle tropperne. 
Royal Navys Home Fleet var stærkere end den samlede Kriegsmarine, derfor ønskede Kriegsmarine, at de tyske tropper blev landsat på den 110 km lange kyst mellem Folkestone og Brighton. Kriegsmarine kunne overkomme at beskytte en smal overfartszone med søminer, men den tyske hær ønskede at angribe mange steder, fra Isle of Wight i vest til Ramsgate i øst. Da Luftwaffe ikke kunne opnå luftherredømme under Slaget om England, blev Operation Søløve aflyst.

## Slaget om Atlanterhavet
De tyske slagskibe og slagkrydsere udgjorde en stor trussel mod De Allieredes konvojer, derfor afsatte Royal Navy enorme ressourcer til at mandsopdække disse skibe. Efter Norges og Frankrigs fald i 1940 fik Kriegsmarine adgang til de dybe, norske fjorde og veludstyrede franske flådebaser. Efter at slagskibet Bismarck blev sænket efter en omfattende jagt, anbragte Kriegsmarine de større skibe i norske fjorde. De havde ikke brændstof nok til at bruge dem, men de bandt mange af Royal Navys enheder, der bedre kunne være brugt mod ubådene, italienerne eller japanerne. I løbet af krigen fik briterne efterhånden sat disse skibe ud af spillet med bombefly, firemands X-miniubåde og specialstyrker.
Det bedste våben, Kriegsmarine havde i Atlanterhavet, var ubådene. I første halvdel af 2. verdenskrig fortsatte tyskerne succesen fra 1. verdenskrig med at forsøge at tvinge Storbritannien i knæ forsyningsmæssigt. Flertallet af de tyske ubåde var dog ikke synderligt avancerede i forhold til de kejserlige ubåde, og mange kunne ikke dykke dybere end deres egen længde. Modstanderne havde derimod fået nye værktøjer i antiubådskrigen. ASDIC kunne opdage neddykkede ubåde, og radar kunne opdage uddykkede ubåde. Hedge-hog-raketter kunne lægge 24 dybdebomber rundt om ubåden, så eskortefartøjerne ikke behøvede at sejle henover ubådene. Langtrækkende patruljefly og mindre eskortehangarskibe kunne dække større områder, og da ubådene oftest sejlede uddykkede, var de meget udsatte. Under 1. verdenskrig fik ubådene oplysninger om konvojer fra zeppelinere, under 2. verdenskrig fik ubådene sporadisk flystøtte fra Luftwaffes Focke-Wulf Fw 200 Condor. Kriegsmarines leder af ubådsvåbenet, admiral Karl Dönitz, udtænkte dog nye taktikker såsom ulvekobbel-taktikken. Her samarbejdede ubådene om at nedkæmpe De Allieredes konvojer. Den 9. maj 1941 blev Type IXB-ubåden U110 bordet af Royal Navy og kodedeschifreringsmaskinen Enigma faldt intakt i hænderne på den britiske efterretningstjeneste (modsat Hollywoods U-571 film).

Hovedparten af ubådene opererede i Nord- og Midtatlanten, men tyske ubåde var også i Sydatlanten og i det Indiske Ocean. Nogle blev brugt til hemmelige transporter til Japan med teknologioverførsler. Før USA gik ind i krigen, var den amerikanske østkyst et slaraffenland for de tyske ubåde; for at annoncørerne ikke skulle miste penge, ville man ikke forbyde neonreklamer ved kyststrækningerne. Navigation langs østkysten om natten var en yderst let opgave, og handelsskibenes silhuetter gjorde dem lette at ramme. 10 ubevæbnede Type XIV Milchkühe blev brugt til i rum sø at overføre diesel, torpedoer, ferskvand og mad til de forlængede patruljer.

Sent i krigen blev der udviklet avancerede ubåde som Type XXI (og den mindre Type XXIII) med hydrodynamiske skrog, mere effektive akkumulatorer, snorkler og i forsøgsubåde brintoveriltedrevne motorer med trådstyrede torpedoer. De nye ubåde sejlede hurtigst neddykket og var de eneste, der vovede sig ind i den Engelske Kanal på D-dagen. Ubåde til havs var de sidste tyske enheder, der overgav sig i 1945. Kriegsmarine mistede 782 ubåde mod 6.439 handelsskibe (21.570.720 bruttoregistertons) .

## Middelhavet, Østfronten
På grund af briternes besiddelse af Gibraltar og Suezkanalen var Kriegsmarines tilstedeværelse i Middelhavet begrænset. 62 ubåde sneg sig forbi Gibraltar og adskillige mindre fartøjer nåede Middelhavet gennem kanaler og Rhônefloden. Ellers måtte Tyskland regne med Italiens Règia Marina, til søkrigen. Dog anvendte Kriegsmarine erobrede franske, græske og jugoslaviske fartøjer. Det største var den britiskbyggede destroyer Hermes fra den græske flåde. De større franske flådefartøjer var gået tabt ved Royal Navys angreb på Vichy-frankrigs flådebase Mers-el-Kébir i Algeriet i juli 1940.
I Sortehavet kunne kun mindre fartøjer, der adskilt blev transporteret med jernbane, operere grundet det neutrale Tyrkiets blokade af Bosporusstrædet. Her måtte Tyskland regne med aksemagterne Bulgariens og Rumæniens flåder mod Sovjetunionen.
I Østersøen indledte Kriegsmarine den 2. verdenskrig ved at lade skoleskibet DKM Schleswig-Holstein bombardere Danzig (Gdańsk) klokken 5:45. Kriegsmarine indesluttede den sovjetiske østersøflåde i Leningrad og støttede Heeresgruppe Nord med kystbombardementer, både ved Operation Barbarossa i juni 1941 og ved retræten i 1944-45. Kriegsmarine evakuerede også hundredtusinder af soldater og civile på flugt fra den Røde Hær. I september 1944, samtidig med Laplandskrigen, forsøgte amfibietropper fra Kriegsmarine at indtage øen Suursaari (Operation Tanne Ost), der kontrollede minefelterne i den Finske Bugt (der spærrede den sovjetiske østersøflåde inde). De tidligere finske allieredes kystartilleri og torpedobåde samt sovjetiske bombefly forpurrede operation Tanne Ost og 1.231 tyskere blev krigsfanger, mens otte tyske fartøjer blev sænket.

## Kommandierender Admiral Dänemark
Kriegsmarine byggede i Danmark kystbefæstninger (f.eks. Fyns Hoved), Søværnets Operative Kommandos bunker (Marselisborgskovene ved Århus) og anlagde Artilleriskolen Sjællands Odde. Atlantvolden blev anlagt af Rustningsminister Albert Speers Operation Todt. Atlantvolden blev bemandet af de tyske værn: Kriegsmarine bemandede det tunge kystartilleri (f.eks. de fire 38 cm kanoner i Hanstholm) og Seetakt farvandsovervågningsradarer; Luftwaffe bemandede luftværnskanoner og Würzburg luftvarslingsradarer mens Wehrmacht Heer bemandede resten. Atlantvolden blev i grove træk bemandet med mænd der havde været for gamle til 1. verdenskrig, gymnasiedrenge, invalider og sovjetiske krigsfanger.

## Opbygning
- 4 Schlachtschiffe (slagskibe).
  - Bismarck — 49.946t 163.026hk 4×2×380mm 2×2×150mm 8×2×105mm ↓ (sænket i maj 1941)
  - Tirpitz — 8×2×37mm 12×1+2×4×20mm (2×4×533mmT) 2065 mand 4 fly (sænket i november 1944)
    - Bismarck og Tirpitz var søsterskibe.

  - Scharnhorst — 38.092t 160.050hk 3×3×283mm 6×2×150mm 7×2×105mm ↓ (sænket i december 1943)
  - Gneisenau — 8×2×37mm 10×20mm 2×3×500mmT 1968 mand 3 fly (sænket i april 1942)
    - Scharnhorst og DKM Gneisenau var søsterskibe.
- 7 Sperrbrecherflottillen (24 krydsere).
  - Admiral Graf Spee — 16.023t 53.650hk 2×3×280mm 4×2×150mm 3×2×105mm ↓ (sænket i 1939)
  - Admiral Scheer — 4×2×37mm 8×20mm 2×4×533mmT 1150 mand 2 fly
  - Deutschland (senere kaldet Lützow) — Deltog blandt andet i den Spanske Borgerkrig
    - Admiral Graf Spee, Admiral Scheer og Deutschland var søsterskibe.

  - Blücher — 19.042t 130.000hk 4×2×203mm 6×2×105mm ↓ (sænket i april 1940 af Norge)
  - Admiral Hipper — 6×2×37mm 8×20mm 4×3×533mmT 1600 mand ↓
  - Prinz Eugen — 3 fly (sænket i 1946 ved Bikini-atollen)
  - Seydlitz — 95 % færdiggjort.
    - Blücher, Admiral Hipper, Prinz Eugen og Seydlitz var søsterskibe.

  - 6 Leichten Kreuzers — 8150t 65.000hk 3×3×150mm 2×88mm 4×2×37mm 4×20mm 4×3×500mmT 850 mand 2 fly.
  - 11 Hilfskreuzers
- 7 Zerstörerflottillen (destroyerflotiller).
  - 56 destroyere — typisk 3110t 70.000hk 5×127mm 2×2×37mm 4×20mm 4×3×533mmT 315 mand.
- 14 Schnellbootflottillen (torpedobådsflotiller).
  - 248, de fleste som S-100 — typisk 105t 3×2000hk 2×30mm 2×20mm 2(4)×533mmT 18 mand.
- 33 Unterseebootflottillen (ubådsflotiller).
  - 1.308, halvdelen type VIIC — 769t 3200hk 88mm 37mm 20mm 5(14)×533mmT 45 mand.
- 32 Minensuchflottillen (minestrygerflotiller).
- 6 Marine-Schützendivisioner (Marineinfanteri).

### Andre aksemagtflåder (1940)
- Règia Marina  :
  - 4 slagskibe (mindst 203 mm hovedskyts).
  - 7 tunge krydsere (10.000 tons).
  - 13 lette krydsere (5000 til 8000 tons).
  - 40 destroyere.
  - 69 torpedobåde.
  - 117 ubåde.

- Dei-Nippon Teikoku Kaigun  :
  - 12 slagskibe.
  - 10 hangarskibe (1500 marinefly).
  - 18 tunge krydsere.
  - 25 lette krydsere.
  - 131 destroyere.
  - 174 ubåde.